# Rhimphalea
Rhimphalea is een geslacht van vlinders uit de familie van de grasmotten (Crambidae), uit de onderfamilie van de Spilomelinae. De wetenschappelijke naam van dit geslacht is voor het eerst voorgesteld door Julius Lederer in een publicatie uit 1863.
De soorten binnen dit geslacht komen voor in Zuidoost-Azië, Nieuw-Guinea, de Solomonseilanden en in Australië (Queensland).

## Soorten
- R. anoxantha Hampson, 1912
- R. astrigalis Hampson, 1899
- R. circotoma (Meyrick, 1889)
- R. fastidialis Snellen, 1880
- R. heranialis (Walker, 1859)
- R. lindusalis (Walker, 1859)
- R. linealis Kenrick, 1907
- R. ochalis (Walker, 1859)
- R. ocularis (C. Felder, R. Felder & Rogenhofer, 1875)
- R. perlescens Whalley, 1962
- R. sceletalis Lederer, 1863
- R. trogusalis (Walker, 1859)